# Sympherobius pygmaeus
Sympherobius pygmaeus är en insektsart som först beskrevs av Jules Pièrre Rambur 1842.  Sympherobius pygmaeus ingår i släktet Sympherobius, och familjen florsländor. Enligt den finländska rödlistan är arten nära hotad i Finland. Arten är reproducerande i Sverige. Artens livsmiljö är lundskogar. Inga underarter finns listade.